# Curt Selchow
Curt Richard Selchow (* 28. Mai 1886 in Oppeln; † 15. Dezember 1967) war während des Zweiten Weltkriegs Leiter von Pers Z, also des Chiffrierdienstes (Chi) des Auswärtigen Amts (AA). Die Schreibweise „Kurt“ für seinen Vornamen ist eine häufige Falschschreibung, die nicht der Angabe in seiner Geburtsurkunde und in der Biografie des AA entspricht.

## Leben

### Bis zum Ersten Weltkrieg
Geboren als Sohn von Hugo Selchow, einem Postsekretär und späteren Postdirektor in Oppeln, und dessen Ehefrau Clara, geb. Reichardt, wuchs er in der historischen Hauptstadt Oberschlesiens auf und ging dort zur Schule. Am 6. Mai 1905 wurde er Soldat der Preußischen Armee, zunächst in der Infanterie. Er legte sein Offiziersexamen ab und wurde am 18. August 1906 zum Leutnant befördert. Im Jahr 1912 wurde er, nun als Offizier der Nachrichtentruppe, zum Nachrichten-Telegraphen-Bataillon nach Frankfurt (Oder) versetzt und am 18. September 1914 zum Oberleutnant befördert. Der Erste Weltkrieg (1914–1918) war inzwischen ausgebrochen. Am 18. April 1916 wurde er zum Hauptmann befördert und im selben Jahr Kommandeur der Dolmetscherschule in Berlin, bevor er dann ab dem 1. August 1917 Referent (Leiter) für Dolmetscher- und Chiffrierwesen im Stab des Chefs des Nachrichtenwesens im Großen Hauptquartier (GrHQu) war.

### Nach dem Ersten Weltkrieg
Nach dem Krieg, am 1. Dezember 1918, wechselte er ins Auswärtige Amt (AA), wo er ab dem 26. Februar 1919 den Aufbau dessen „Chiffrierbüros“ organisierte. Dabei wurde er unterstützt durch langjährige Weggenossen, wie Schauffler, Paschke, Zastrow, Brandes, Hoffmann und Kunze. Unter seiner Leitung, die er am 10. Oktober 1919 antrat, wurde dort in den folgenden Jahren durch seine Mitarbeiter Kunze, Schauffler und Langlotz eine anwendungsreife Implementierung des One-Time-Pad-Verfahrens („Einmal-Blöcke“) entwickelt, die das Auswärtige Amt viele Jahrzehnte lang nutzte.
Am 9. April 1920 schied er aus dem Militärdienst aus und wurde Beamter im AA. Dort stieg er schnell auf und wurde am 27. Dezember Regierungsrat (RR), am 20. April 1923 Oberregierungsrat (ORR), am 21. Juli 1937 Vortragender Legationsrat (VLR) und schließlich am 20. April 1943 Gesandter I. Kl. und Ministerialdirigent (MDg). Am 8. Juni 1925 hatte er Erna Schulz geheiratet, deren Tochter Gitta am 3. Juli 1930 geboren wurde. Er leitete Pers Z im AA weiterhin während der Zwischenkriegszeit und durch den gesamten Zweiten Weltkrieg (1939–1945) hindurch bis zu dessen Ende. Dabei war er zuletzt verantwortlich für nahezu 500 mitarbeitende Personen, nachdem es zu Beginn lediglich etwa 15 waren.

### Nach dem Zweiten Weltkrieg
Nach dem Krieg, im Jahr 1950, schuf sich die junge Bundesrepublik mit Erlaubnis der Alliierten Hohen Kommission (AHK) eine eigene Chiffrierstelle, die zunächst im Auswärtigen Amt unter dem Namen „Referat 114“ angesiedelt war. Aufgebaut wurde es unter der Leitung von Paschke durch Kryptologen wie Hüttenhain, Kuntze, Schauffler und Selchow. Mit Gründung der neuen Zentralstelle für das Chiffrierwesen (ZfCh) wurde es im Jahr 1955 aufgelöst.